# Natalia Gontcharova (plongeon)
Pour les articles homonymes, voir Natalia Gontcharova.
Natalia Mikaïlovna Gontcharova (en russe : Наталья Михайловна Гончарова, née le 29 janvier 1988 à Voronej) est une plongeuse russe.

## Biographie
Elle est médaillée d'argent du plongeon à 10 mètres synchronisé aux Jeux olympiques d'été de 2004 et aux Championnats d'Europe de natation 2006 avec Yulia Koltunova. Aux Championnats d'Europe de plongeon 2009 et aux Championnats d'Europe de plongeon 2013, elle est médaillée d'or au plongeon synchronisé à 10 m avec Yulia Koltunova.